# 戶部敬子
戶部敬子（日语：戸部 けいこ，1957年7月30日—2010年1月28日），日本漫畫家。

## 生平
本名「入江多加子」，筆名戶部敬子，生於日本兵庫縣尼崎市。
關西大學經濟學部畢業。1986年在《プリンセス》（秋田書店）出道。

## 成就
- 2000年於秋田書店《For Mrs.》開始《與光同行(光とともに)》之長期連載。
- 2004年作品《與光同行》獲得日本新媒體動漫藝術節漫畫部門優秀賞[2]，並改編為同名連續劇，由篠原涼子主演，獲得日劇學院賞最優秀作品獎、男女主角等大獎。
- 2010年1月28日病逝於東京，享年52歲。